# Mesochorus restrictus
Mesochorus restrictus là một loài tò vò trong họ Ichneumonidae.